# Yquelon
Yquelon ist eine französische Gemeinde mit 1186 Einwohnern (Stand 1. Januar 2022) im Département Manche in der Region Normandie. Sie gehört zum Arrondissement Avranches und zum Gemeindeverband Granville, Terre et Mer.

## Geografie
Die Gemeinde Yquelon liegt unmittelbar östlich von Granville, einer kleinen Küstenstadt am Golf von Saint-Malo, wenige Kilometer nördlich des Mont-Saint-Michel. Die Gemeinde im überwiegend flachen Hinterland der Küste hat trotz altem Dorfkern den Charakter einer Vorstadt – die Übergänge zu den Nachbargemeinden Longueville im Norden, Anctoville-sur-Boscq im Osten, Saint-Planchers im Südosten, Granville im Süden und Südwesten sowie Donville-les-Bains im Nordwesten sind teilweise fließend.
Das flache Gelände der nur 2,14 km² großen Gemeinde wird durch Felder und Wiesen sowie durch Siedlungs- und Verkehrsflächen bestimmt; Waldgebiete fehlen, wenn man von Auwaldresten im Tal des Boscq absieht, einem knapp 18 Kilometer langen Küstenfluss, der die Nordgrenze der Gemeinde bildet und im nahen Granville in den Ärmelkanal mündet. Zu Yquelon gehören die Ortsteile und Weiler Le Manoir, Le Taillais und La Lande.

## Geschichte
Der Name Yquelon ist skandinavischen Ursprungs und bedeutet so viel wie ‚Eichenzweig‘. Er tauchte als Ikelum erstmals 1162 urkundlich auf. Über Hiquelon, Ikelon und Ichelon entwickelte sich die Schreibweise ab 1280 zum heutigen Yquelon.
Bereits um 1022 schenkte Richard II., der Herzog der Normandie, dem Kloster Mont-Saint-Michel die Pfarrei Yquelon mit ihren Ländereien, die damals Teil des Dekanates Saint-Pair in der Erzdiözese Coutances und Teil der Baronie von Saint-Pair-sur-Mer war.
Von 1907 bis 1935 hatte Yquelon einen Haltepunkt an den Bahnlinien von Granville nach Sourdeval bzw. nach Condé-sur-Vire.
Nach einer Ausweisung neuer Baugebiete und dem damit verbundenen Ausbau des Wasser- und Abwassernetzes ab 1982 erweiterte sich die Siedlungsfläche in Yquelon signifikant. Im Zuge dieser Erweiterung entstanden auch die Gewerbegebiete an der Route de Villedieu und der Avenue de l’Europe.

### Bevölkerungsentwicklung
| Jahr      | 1962 | 1968 | 1975 | 1982 | 1990 | 1999 | 2006 | 2014 | 2022 |
| Einwohner | 398  | 426  | 491  | 674  | 718  | 958  | 982  | 1048 | 1186 |

In den Jahren 1896 und 1906 wurden mit je 302 Bewohnern die bisher geringsten Einwohnerzahlen ermittelt. Die Zahlen basieren auf den Daten von cassini.ehess und INSEE.

## Sehenswürdigkeiten
Die romanische Kirche Saint-Pair stammt aus der zweiten Hälfte des 12. Jahrhunderts. Sie verfügt über einen Kelch aus dem 18. Jahrhundert und über ein Gemälde aus dem Jahr 1743, auf dem die von einem Engel gekrönte Heilige Katharina dargestellt ist.

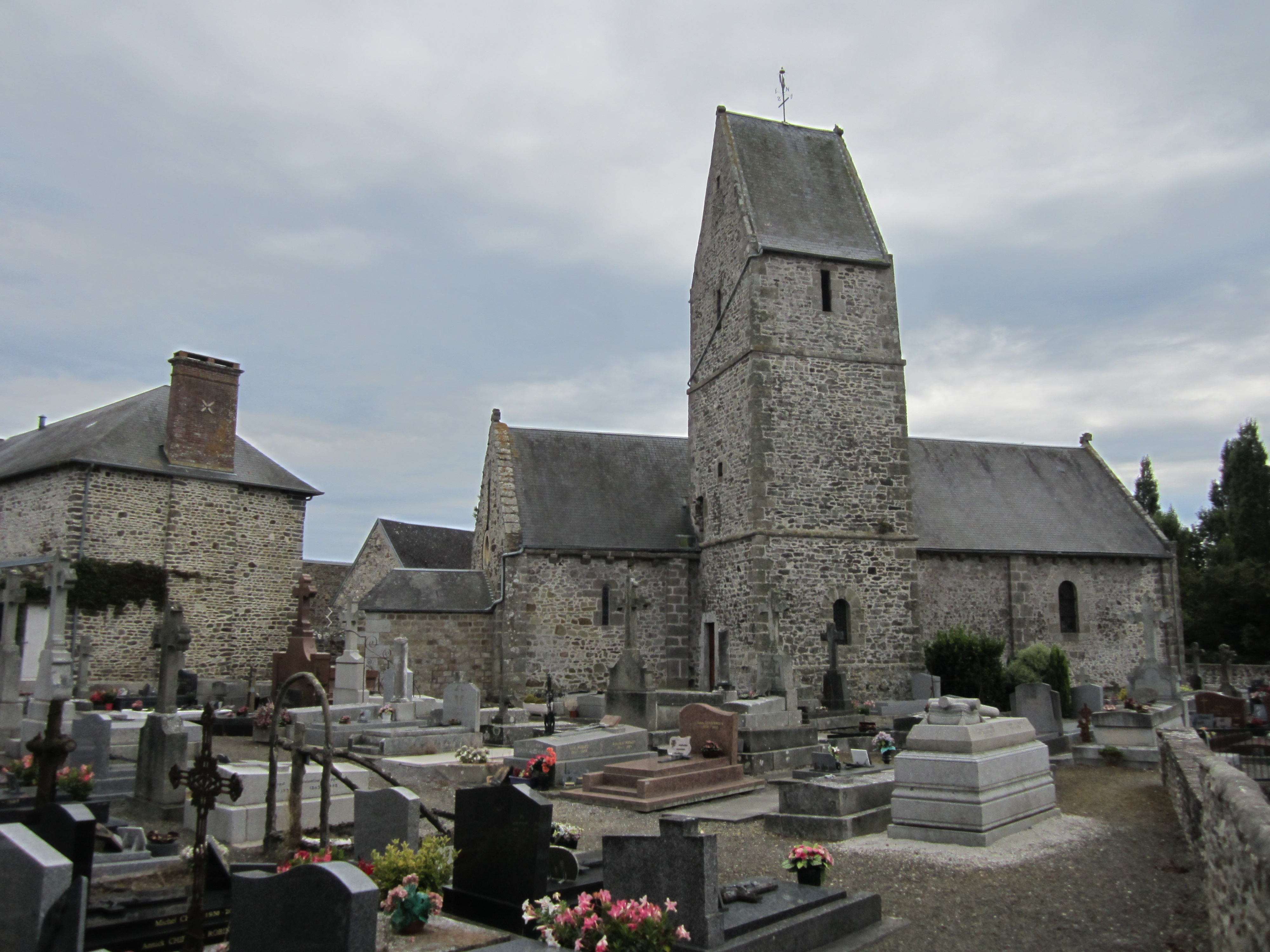
Kirche Saint-Pair

## Wirtschaft und Infrastruktur
In Yquelon gibt es neben sechs landwirtschaftlichen Betrieben (Getreide-, Gemüse- und Gewürzpflanzenanbau, Pferde-, Rinder-, Ziegen- und Schafzucht) zahlreiche Handwerks- und Dienstleistungsunternehmen sowie kleine mittelständische Industriebetriebe (u. a. eine Möbelfabrik.).
In den letzten Jahren erlangte der Fremdenverkehr eine zunehmende Bedeutung. Durch die Nähe zu den Sandstränden am Ärmelkanal und die relative Nähe zum Großraum Paris (285 Kilometer) entstanden viele Pensionen und Hotels, deren Preise deutlich moderater als in direktem Küstenumfeld sind. Darüber hinaus verfügen viele Hauptstädter in Yquelon und Umgebung über Zweit- bzw. Ferienwohnungen.

## Belege
1. ↑  Chemins de Fer de la Manche. Abgerufen am 31. Januar 2013 (französisch).
2. ↑  Yquelon auf cassini.ehess
3. ↑  Yquelon auf INSEE
4. ↑  Landwirtschaftsbetriebe auf annuaire-mairie.fr (französisch)
5. ↑  Landwirtschaftsbetriebe auf annuaire-mairie.fr. Abgerufen am 1. Februar 2013 (französisch).